# América Mineiro (Frauenfußball)
Die Frauenfußballabteilung des Vereins América Mineiro (offiziell: América Futebol Clube) wurde 2015 gegründet.

## Geschichte
Nachdem América im Jahr 1983 erstmals für kurze Zeit ein Frauenteam aufgestellt hatte, wurde die professionelle Organisation einer Vereinssektion für Frauenfußball erst 2015 angegangen. Der Kern des neuen Teams wurde von Spielerinnen gestellt, die der Meistermannschaft des lokalen Amateurclubs Santa Cruz FC von 2014 angehörten, einschließlich deren Trainers Gabriel Luiz Magalhães. Sein erstes Spiel bestritt das neue Team am 2. August 2015 in der Staatsmeisterschaft gegen den Real EC in Caeté, das mit 11:0 gewonnen wurde. Im ersten Spiel im heimischen Estádio Raimundo Sampaio („Independência“) am 15. August 2015 wurde der Nacional FC mit 6:0 geschlagen. Als Heimspielstätte wird seit der Saison 2016 bevorzugt das vereinseigene  Estádio Mário Ferreira Guimarães („Campo do Baleião“) genutzt.
Bereits im ersten Jahr erreichte das Team das Finale um die Staatsmeisterschaft 2015, dass gegen den Ipatinga FC noch verloren wurde. Die Meisterschaften der drei folgenden Jahre konnten dagegen überlegen gewonnen werden, womit der Club seine Vormachtstellung im Frauenfußball des Staates Minas Gerais unterstrich.
Schon in seiner Debütsaison 2015 konnte América Mineiro zur nationalen Meisterschaft im Frauenfußball antreten, seit 2017 in deren zweiten Liga (Série A2).

## Erfolge
| Staatsmeisterschaft von Minas Gerais | (3×): | 2016, 2017, 2018 |